# 東勇輝
東 勇輝，日本女性漫畫家，所屬公司是株式會社RayUp，著名作品為SD鋼彈迷你小劇場。她也在株式會社RayUp內營運的網站四格漫畫執筆四格漫畫。同時她也是愛狗人士。

## 作品
以東勇輝名義筆名執筆作品
- SD Gundam （未單行本化）
- SD Gundam （SD鋼彈迷你小劇場）

在內執筆作品

## 外部連結
- （日語） http://www.charapal.com/chara/deko_neko/ （页面存档备份，存于）
- （日語） http://www.charapal.com/story/index.html （页面存档备份，存于）